# Бронішув (Свентокшиське воєводство)
Бронішув (пол. Broniszów) — село в Польщі, у гміні Казімежа-Велька Казімерського повіту Свентокшиського воєводства.
Населення — 259 осіб (2011).
У 1975-1998 роках село належало до Келецького воєводства.

## Демографія
Демографічна структура на день 31 березня 2011 року:
|          | Загалом | Допрацездатний вік | Працездатний вік | Постпрацездатний вік |
| -------- | ------- | ------------------ | ---------------- | -------------------- |
| Чоловіки | 122     | 16                 | 85               | 21                   |
| Жінки    | 137     | 32                 | 63               | 42                   |
| Разом    | 259     | 48                 | 148              | 63                   |